# Radicaal 102
Van de in totaal 214 Kangxi-radicalen heeft radicaal 38 de betekenis rijstveld. Het is een van de drieëntwintig radicalen die bestaat uit vijf strepen.
In het Kangxi-woordenboek zijn er 192 karakters die dit radicaal gebruiken. Opmerkelijk is dat er 6 varianten van het radicaal worden gebruikt.
De vroegste vorm van dit karakter beeldt een geploegd land uit met daarop wandelpaden of irrigatiekanalen.

## Karakters met het radicaal 102
| Strepen | Karakter                                  |
| ------- | ----------------------------------------- |
| + 0     | 田 由 甲 申 甴 电                         |
| + 1     | 甶                                        |
| + 2     | 男 甸 甹 町 甼                            |
| + 4     | 畆 畇 畈 畉 畊 畋 界 畍 畎 畏 畐 畑 畒 畓 |
| + 5     | 畔 畕 畖 畗 畘 留 畚 畛 畜 畝 畞 畟 畠    |
| + 6     | 畡 畢 畣 畤 略 畦 畧 畨 畩 異             |
| + 7     | 番 畫 畬 畭 畮 畯 畱 畲 畳 畴             |
| + 8     | 畵 當 畷 畸 畹 畺                         |
| + 9     | 畻 畼 畽                                  |
| + 10    | 畾 畿                                     |
| + 11    | 疀 疁 疂                                  |
| + 12    | 疃 疄                                     |
| + 13    | 疅                                        |
| + 14    | 疆 疇                                     |
| + 15    | 疈                                        |
| + 17    | 疉 疊                                     |

Orakelbotkarakter
Bronskarakter
Groot zegelkarakter
Klein zegelkarakter